# Folketingswahl 2001
- Ø: 4
- F: 12
- A: 52
- B: 9
- Färöer/Grönland: 4
- V: 56
- Q: 4
- C: 16
- O: 22

Die Folketingswahl 2001 am 20. November war die 65. Wahl zum Folketing, dem dänischen Parlament. Die Wahl zuvor hatte am 11. März 1998 stattgefunden.
Die Wahl wurde von Ministerpräsident Poul Nyrup Rasmussen überraschend vorverlegt und mit den Kommunalwahlen am 20. November zusammengelegt.
Die regierenden Sozialdemokraten unter Ministerpräsident Rasmussen mussten deutliche Verluste hinnehmen. Erstmals seit 1920 fielen sie hinter die rechtsliberale Venstre auf den zweiten Platz zurück. Deren Vorsitzender Anders Fogh Rasmussen konnte ein Minderheitskabinett mit den Konservativen bilden, das eine Kooperation mit der rechtspopulistischen Dänischen Volkspartei einging.
Venstre konnte vor allem in den Großstädten Kopenhagen, Aarhus und Aalborg zulegen, während die Dänische Volkspartei ihr bestes Resultat mit 14,0 Prozent in Sønderjyllands Amt erzielte. Die Hochburgen der Konservativen lagen traditionsgemäß in Frederiksborg Amt und Frederiksberg.
Die Sozialdemokraten hatten zuletzt 1973 ähnlich schwach abgeschnitten, als das dänische Parteiensystem massiven Veränderungen unterworfen wurde und sich die Zahl der Parlamentsparteien von fünf auf 10 verdoppelte. Zwei der damals entstandenen Parteien mussten 2001 das Folketing verlassen: Zentrumsdemokraten und Fortschrittspartei scheiterten an der Zwei-Prozent-Hürde. Die Rot-Grüne Einheitsliste und die Christliche Volkspartei übersprangen diese nur knapp.

## Endergebnis

### Dänemark
| Partei             | Partei                                             | Liste              | Stimmen   | Prozent | ± %  | Sitze | ± Sitze |
| ------------------ | -------------------------------------------------- | ------------------ | --------- | ------- | ---- | ----- | ------- |
|                    | Venstre Liberale Partei                            | V                  | 1.077.858 | 31,2 %  | +7,2 | 56    | ▲ 14    |
|                    | Socialdemokratiet Sozialdemokraten                 | A                  | 1.003.323 | 29,1 %  | −6,8 | 52    | ▼ 11    |
|                    | Dansk Folkeparti Dänische Volkspartei              | O                  | 0.413.987 | 12,0 %  | +4,6 | 22    | ▲ 9     |
|                    | Det Konservative Folkeparti Konservative           | C                  | 0.312.770 | 09,1 %  | +0,2 | 16    | ▬ 0     |
|                    | Socialistisk Folkeparti Sozialistische Volkspartei | F                  | 0.219.842 | 06,4 %  | −1,2 | 12    | ▼ 1     |
|                    | Det Radikale Venstre Sozialliberale                | B                  | 0.179.023 | 05,2 %  | +1,3 | 09    | ▲ 2     |
|                    | Enhedslisten – de rød-grønne Einheitsliste         | Ø                  | 0.082.685 | 02,4 %  | −0,3 | 04    | ▼ 1     |
|                    | Kristeligt Folkeparti Christliche Volkspartei      | Q                  | 0.078.793 | 02,3 %  | −0,2 | 04    | ▬ 0     |
|                    | Centrum-Demokraterne Zentrumsdemokraten            | D                  | 0.061.031 | 01,8 %  | −2,5 | —     | ▼ 8     |
|                    | Fremskridtspartiet Fortschrittspartei              | Z                  | 0.019.340 | 00,6 %  | −1,9 | —     | ▼ 4     |
|                    | Einzelbewerber                                     | Einzelbewerber     | 0.001.016 | 00,0 %  | −0,1 | —     | —       |
| Gesamt             | Gesamt                                             | Gesamt             | 3.449.710 | 100 %   | —    | 175   | —       |
|                    |                                                    |                    |           |         |      |       |         |
| Ungültige Stimmen  | Ungültige Stimmen                                  | Ungültige Stimmen  | 0.035.247 | 01,0 %  |      |       |         |
| Abgegebene Stimmen | Abgegebene Stimmen                                 | Abgegebene Stimmen | 3.484.957 | 87,1 %  |      |       |         |
| Wahlberechtigte    | Wahlberechtigte                                    | Wahlberechtigte    | 3.998.957 |         |      |       |         |
|                    |                                                    |                    |           |         |      |       |         |
| Quelle: valg.im.dk |                                                    |                    |           |         |      |       |         |

### Färöer
| Partei                                    | Partei                                       | Liste              | Stimmen | Prozent | ± %  | Sitze | ± Sitze |
| ----------------------------------------- | -------------------------------------------- | ------------------ | ------- | ------- | ---- | ----- | ------- |
|                                           | Sambandsflokkurin Unionisten                 | B                  | 07.208  | 27,3 %  | +5,5 | 1     | ▲ 1     |
|                                           | Tjóðveldisflokkurin Republikaner             | E                  | 06.578  | 24,9 %  | +4,0 | 1     | ▲ 1     |
|                                           | Javnaðarflokkurin Sozialdemokraten           | C                  | 06.187  | 23,4 %  | +0,7 | 0     | ▼ 1     |
|                                           | Fólkaflokkurin Volkspartei                   | A                  | 05.417  | 20,5 %  | −6,4 | 0     | ▼ 1     |
|                                           | Miðflokkurin Zentrumspartei                  | H                  | 00.569  | 02,2 %  | neu  | 0     | –       |
|                                           | Sjálvstýrisflokkurin Selbstverwaltungspartei | D                  | 00.434  | 01,7 %  | −6,0 | 0     | –       |
| Gesamt                                    | Gesamt                                       | Gesamt             | 26.393  | 100 %   | —    | 2     | —       |
|                                           |                                              |                    |         |         |      |       |         |
| Ungültige Stimmen                         | Ungültige Stimmen                            | Ungültige Stimmen  | 00.105  | 00,4 %  |      |       |         |
| Abgegebene Stimmen                        | Abgegebene Stimmen                           | Abgegebene Stimmen | 26.498  | 80,0 %  |      |       |         |
| Wahlberechtigte                           | Wahlberechtigte                              | Wahlberechtigte    | 33.106  |         |      |       |         |
|                                           |                                              |                    |         |         |      |       |         |
| Quelle: Indenrigs- og Sundhedsministeriet |                                              |                    |         |         |      |       |         |

### Grönland
| Partei                                    | Partei                                   | Stimmen | Prozent | ± %   | Sitze | ± Sitze |
| ----------------------------------------- | ---------------------------------------- | ------- | ------- | ----- | ----- | ------- |
|                                           | Inuit Ataqatigiit Gemeinschaft der Inuit | 7.172   | 30,8 %  | 0+9,4 | 1     | ▲ 1     |
|                                           | Siumut Vorwärts                          | 6.033   | 25,9 %  | −10,6 | 1     | ▬ 0     |
|                                           | Atassut Gemeinsinn                       | 5.138   | 22,1 %  | −14,0 | 0     | ▼ 1     |
|                                           | Einzelbewerber                           | 4.917   | 21,2 %  | +15,6 | 0     | –       |
| Gesamt                                    | Gesamt                                   | 23.260  | 100 %   | —     | 2     | —       |
|                                           |                                          |         |         |       |       |         |
| Ungültige Stimmen                         | Ungültige Stimmen                        | 00.559  | 02,3 %  |       |       |         |
| Abgegebene Stimmen                        | Abgegebene Stimmen                       | 23.819  | 61,5 %  |       |       |         |
| Wahlberechtigte                           | Wahlberechtigte                          | 38.710  |         |       |       |         |
|                                           |                                          |         |         |       |       |         |
| Quelle: Indenrigs- og Sundhedsministeriet |                                          |         |         |       |       |         |